# Polița cu Crini
Polița cu Crini este o arie protejată de interes național ce corespunde categoriei a I-a IUCN (rezervație naturală de tip științific), situată în vestul județului Neamț pe teritoriul administrativ al comunei Ceahlău.

## Localizare
Aria naturală cu o suprafață de 370 hectare se află pe versantul estic al Masivului Ceahlău  din Carpații Orientali, la o altitudine de aproximativ 1400 m . Din totalul suprafeței, 186 ha se regăsesc în cadrul Rezervației știintifice Ocolașul Mare, fiind deci incluse în zona de protecție strictă.
Aici se poate ajunge pleacând de la Cabana Izvorul Muntelui (797 m), pe traseul bandă albastră care trece prin Curmătura Lutu Roșu (1020 m) și ajunge  la Cabana Dochia (1750 m).

## Descriere
Această locație a fost declarată rezervație botanică încă din anul 1941, fiind inițial reconfirmată în 1971. Ulterior rezervația naturală a fost înclusă în Parcul Național Ceahlău și a fost din nou reconfirmată ca arie protejată prin Legea Nr.5 din 6 martie 2000 (privind aprobarea Planului de amenajare a teritoriului național - Secțiunea a III-a - zone protejate).
Arealul reprezintă o zonă montană împădurită de interes botanic, cu rol de protecție pentru exemplare  arboricole de zadă (Larix), aici reprezentanții speciei respective atingând peste 30 m înălțime și un diametru de 90 cm. Larix decidua subsp. carpatica este declarată monument al naturii în România.
Zona aparține etajului montan și subetajului montan superior, aici arborete pure de larice întâlnându-se doar cu caracter restrâns - intrazonal (pe stâncarii). Pe lângă Polița cu Crini asemenea arborete de mai găsesc la Piatra cu Apă (1470m) și pe versantul de sub ea, spre Izvorul Muntelui, la punctul Poiana Luminișului și sub stâncile Bâtca Neagră.
Datorită gradului de acoperire relativ redus al stratului arborescent, sub laricete se dezvoltă un covor erbaceu bogat, care poate acoperi solul până la 90%. La nivelul acestei fitocenoze s-au întâlnit foarte puține dintre speciile caracteristice pentru cenotaxonii superiori (Campanula abietina, Luzula sylvatica). În schimb datorită altitudinii relativ joase, aici sunt adăpostite specii caracteristice pentru alianța Piceion abietis și pentru ordinul Fagetalia sylvaticae, particularitate prin care laricetele din Ceahlău se deosebesc de cele din Bucegi.

## Originea numelui
În unele cazuri abrupturile înalte de 200 - 300 m care delimitează platoul somital al Ceahlăului, sunt fragmentate în trepte care aici  poartă numele de polițe. Denumirea unei asemenea polițe se asociază cu numele speciei protejate, deoarece zada mai poartă denumirile alternative de lariță, larice, și crin.